# Macromitrium assamicum
Macromitrium assamicum là một loài Rêu trong họ Orthotrichaceae. Loài này được (Griff.) Mitt. mô tả khoa học đầu tiên năm 1859.